# Instituto de Medicina Tradicional
El Instituto de Medicina Tradicional (IMET) es un instituto de investigación multidisciplinario adscrito a EsSalud encargado de realizar estudios en laboratorio previos a los ensayos clínicos en relación con las propiedades de las plantas utilizadas en la medicina tradicional amazónica en Perú. Fue creado a partir de la Resolución de Presidencia Ejecutiva N.° 097-IPSS-92 del Instituto Peruano de Seguridad Social.
El IMET tiene sede en Iquitos y cuenta con un banco de germoplasma, un banco de datos, una biblioteca especializada y un jardín botánico con más de 500 plantas. Brinda los siguientes servicios:
- Estudios agrobotánicos de especies vegetales
- Descripciones micro y macro morfológicas de especies vegetales[3]
- Estudios farmacológicos, toxicológicos, fitoquímicos, fitopatóligos y microbianos de especies vegetales con propiedades medicinales[3]
- Controles hematológicos, parasitológicos y bioquímicos de sangre de humanos y animales de experimentación
- Estudios clínicos de fase I con productos terapéuticos
- Elaboración de prototipos de formas terapéuticas
- Estudios de pre-formulación y formulación, estabilidad y conservabilidad de formas terapéuticas
- Elaboración de productos liofilizados de especies medicinales con propiedades terapéuticas[4]